# سموعة (شبام)
'

تعديل مصدري - تعديل

سموعة هي إحدى قرى عزلة شبام بمديرية شبام التابعة لمحافظة حضرموت، بلغ تعداد سكانها 150 نسمة حسب تعداد اليمن لعام 2004.